# Turdoides affinis
El turdoide piquigualdo (Turdoides affinis)  es una especie de ave paseriforme de la familia Leiothrichidae endémica del sur de la India y Sri Lanka.
Habita en matorrales, cultivos y jardines. Esta especie, como la mayoría de los turdoides, no es migratoria, y tiene alas cortas redondeadas y un vuelo débil, y generalmente se observa cantando y buscando alimento en grupos. Frecuentemente es confundido con el turdoide matorralero (Turdoides striata), cuya zona de distribución se solapa en partes del sur de la India, a pesar de que tiene un canto distintivo y tiende a encontrarse en hábitats con más vegetación. En inglés, su nombre común también se confunde con el turdoide cabeciblanco (T. leucocephala).

## Descripción

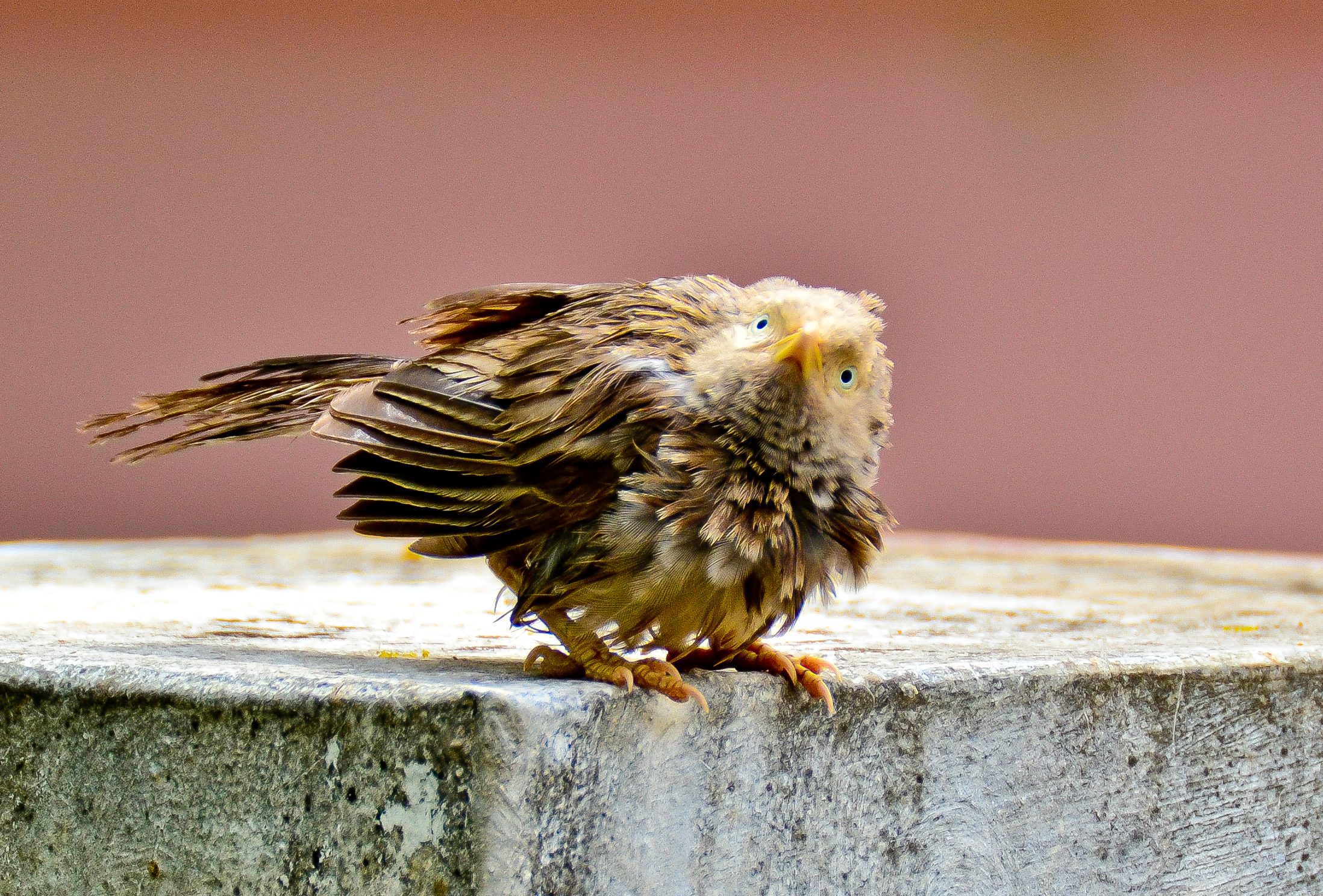
Luego de bañarse, en Tirunelveli.

Estas aves tienen partes superiores de color gris marrón, gris en la garganta y el pecho con algún mancha, y un vientre beige pálido. La cabeza y la nuca son de color gris. El Sri Lanka la subespecie T. a. taprobanus es de un gris pálido monótono. En el sur de la India, la subespecie nominal tiene un píleo blanquecino y la nuca con un tono oscuro. Las anchas son más pálidas y la cola tiene un extremo oscuro. Las aves en el extremo sur de la India son muy similares a la subespecie de Sri Lanka con el color de píleo y espalda más grises. El ojo es blanco azulado. La subespecie de la India está más fuertemente rayada en la garganta y el pecho. La subespecie cingalesa se asemeja al turdoide matorralero, Turdoides striatus, aunque esta especie no se encuentra en la isla.

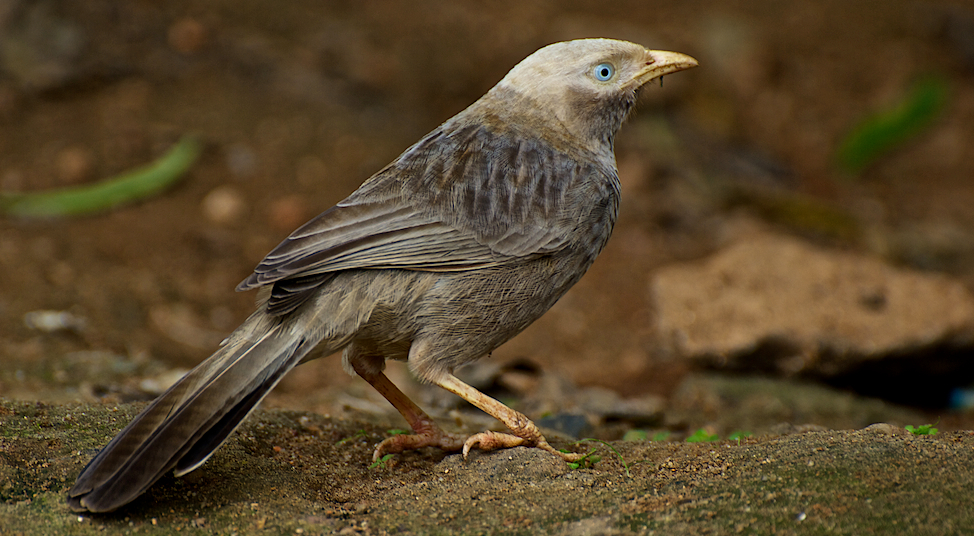
Macho adulto.

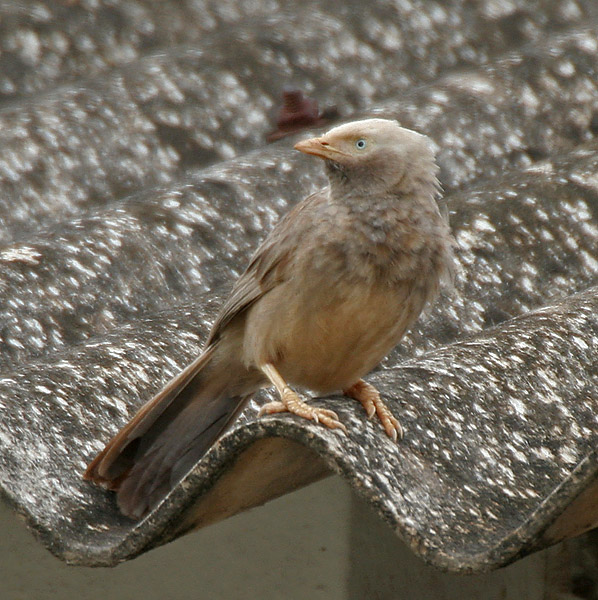
Espécimen en Hyderabad.

Se han observado siete vocalizaciones distintivas en esta especie y tiene un llamado más agudo que el turdoide matorralero. El turdoide matorralero tiene llamados con una calidad más fuerte y nasal.
La taxonomía de esta especie era confusa en el pasado y no se podía distinguir con el turdoide matorralero simpátrico y el turdoide alirrufa (Turdoides rufescens) de Sri Lanka.

## Distribución y hábitat
Esta especie se distribuye irregularmente en el sur de la India y Sri Lanka. La subespecie nominal se encuentra en Andhra Pradesh, al sur del río Godavari y Karnataka al sur de Belgaum en Tamil Nadu. Prefiere altitudes bajas y los hábitats más secos que el turdoide matorralero, pero en ocasiones se encuentra junto a él. La subespecie de Sri Lanka se encuentra en las tierras bajas y colinas hasta aproximadamente 1500 m evitando el denso bosque.

## Comportamiento y ecología
El turdoide piquigualdo vive en bandadas de siete a diez o más. Es un pájaro ruidoso, y su presencia ene un rebaño puede generalmente ser reconocida a cierta distancia por el parloteo continuo, chirridos y gorjeo producido por sus miembros. En ocasiones, uno de los miembros se posa en lo alto de un árbol y actúa como un centinela mientras que los restantes miembros de la bandada se alimentan en o cerca de la tierra. Se alimenta principalmente de insectos, pero también comen frutos, néctar y restos de comida humana. También son conocidos por comer ciertas lagartijas (Calotes versicolor) y escorpiones látigo. No vuelan largas distancias, la máxima distancia recorrida hasta detenerse fue de aproximadamente 180 metros y antes de volar, por lo general, ganan altura saltando de un árbol o arbusto alto. Drongos reales (Dicrurus macrocercus), urracas vagabundas (Dendrocitta vagabunda) y ardillas indias de palmera (Funambulus palmarum) frecuentemente se observan alimentándose cerca de estos turdoides.
Los pájaros se despiertan antes del amanecer, alrededor de 6 de la mañana, y comienzan a buscar aliemento. Son relativamente inactivos en las horas más calurosas del día, desde las 13:30 a 16:30 horas. Se reúnen en grupos alrededor de 19:00 horas y se acicalan antes de ir a dormir. Los miembros de un grupo de sueño contiguo a otro tienen a los jóvenes en el centro del grupo. Cuando se alimentan las aves centinela hacen llamados con movimientos de alas y pequeños saltos. El acicalado es una actividad común, sobre todo en invierno, y los miembros pueden pedir comida a otros. 
Al turdoide piquigualdo le gusta particularmente tomar baños, y puede visitar fuentes para pájaros en sus respectivos territorios, por lo general alrededor de la tarde o al caer la noche. En ocasiones, se ha observado a estas aves visitando bebederos de aves en torno de las 18:30 horas, después de la puesta del sol, cuando la oscuridad apenas comienza.

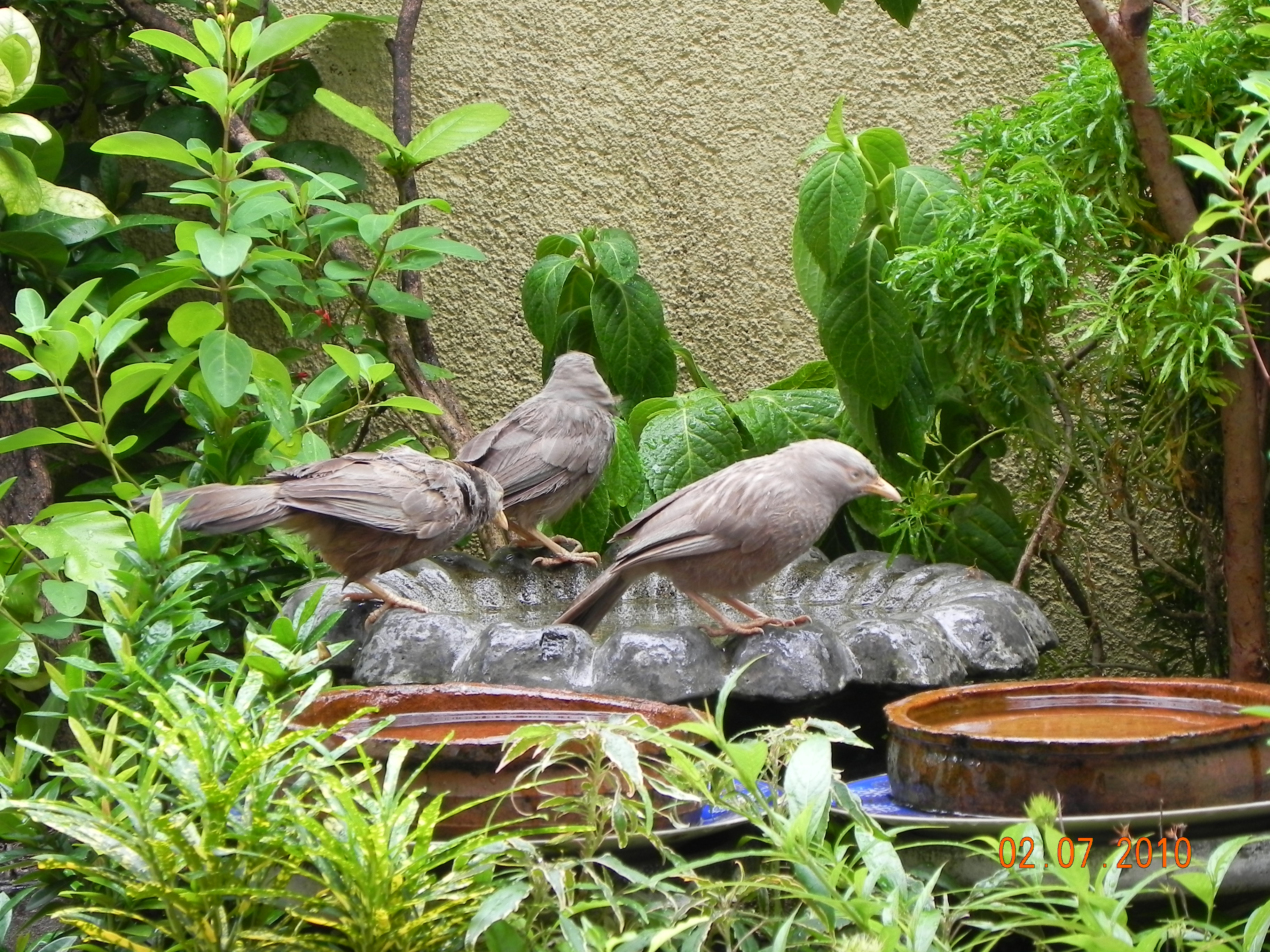
Un grupo visita una fuente de aves en un jardón, en (Colombo; julio de 2010).

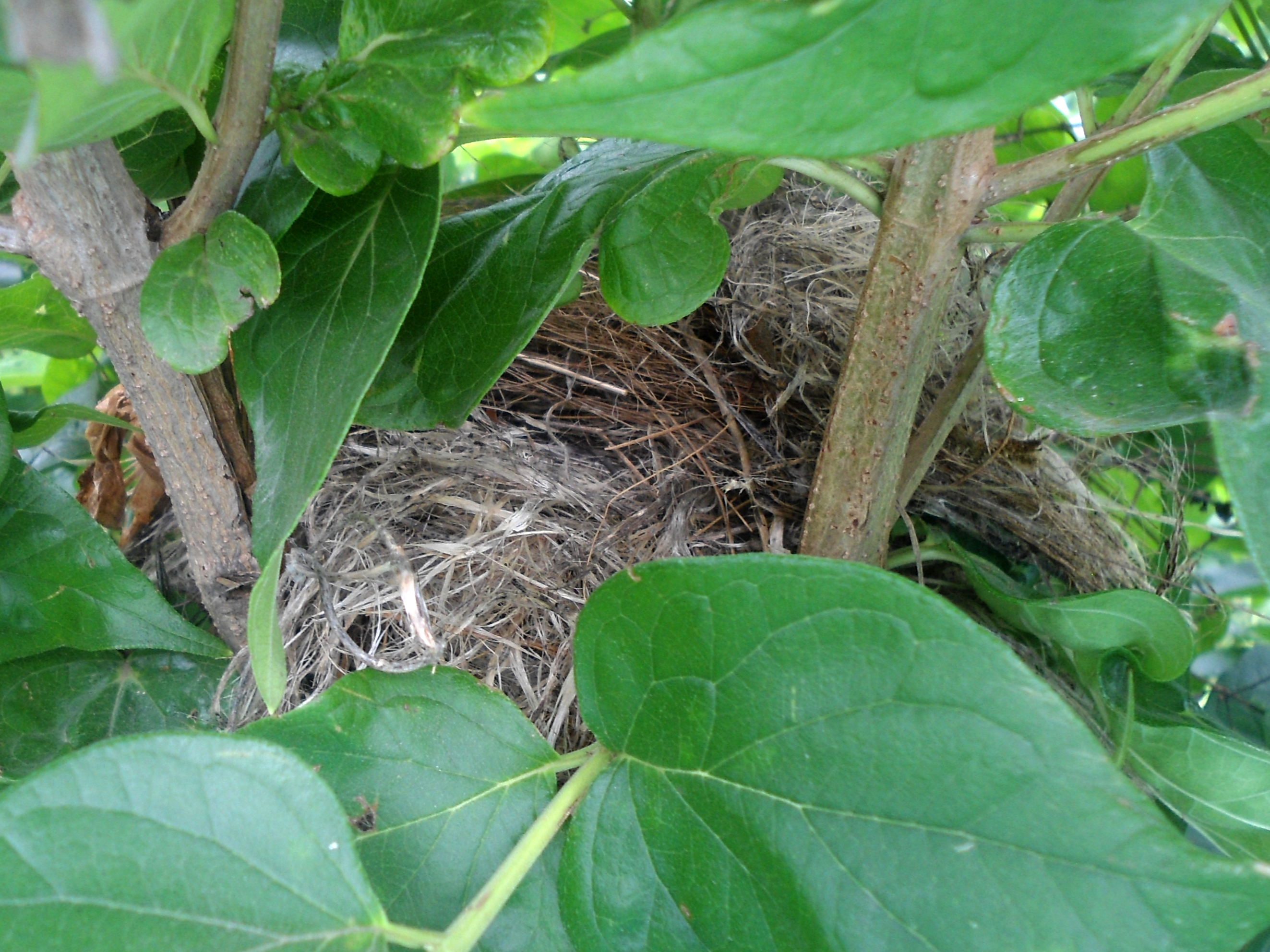
Nido de Turdoides affinis en las en ramas altas de Nyctanthes arbor-tristis (Visakhapatnam).

Un estudio en plantaciones de Sivakasi observó de que los grupos tenían un área de distribución de 0.4 km² y una densidad de población de 55 aves por kilómetro cuadrado.

### Reproducción
Se ha visto a esta especie anidar durante todo el año, pero la temporada alta de cría es anterior a la aparición del monzón del sudoeste. Construye su nido en un árbol, oculto en masas densas de follaje. La mayoría de los nidos se sitúan por debajo de una altura de cuatro metros. El nido es un pequeño tazón colocado la bifurcación de una rama. La nidada normal es de dos a cuatro huevos azul turquesa, aunque la hembra puede poner hasta cinco en las colinas de Sri Lanka. Los huevos eclosionan después de 14 a 16 días. Los perturbados padres se encuentra en el borde del nido en lugar de sentarse en los polluelos. El parasitismo de puesta por el críalo blanquinegro (Clamator jacobinus) es conocido tanto de la región india como en la cingalesa. El cuco chikra (Hierococcyx varius) también ha sido señalado por parasitar el nido. En caso excepcional, se ha visto al turdoide matorralero alimentando a los polluelos del turdoide piquigualdo. Los polluelos son alimentados principalmente con insectos, y en ocasiones con lagartijas. Al igual que la mayoría de los pájaros que se encaraman, los padres cuidan el saneamiento del nido, al eliminar los restos fecales de los jóvenes, que por lo general ellos se los tragan. Se han visto ayudantes en el nido para ayudar a los padres en su construcción,  así como en la alimentación de los pichones.

### Mortalidad
Los depredadores de los huevos incluyen la mangosta, cuervos y el cucal chino (Centropus sinensis), que también puede adueñarse de los polluelos. Serpientes ratoneras (Ptyas mucosus) pueden, en algún momento, amenazar a los polluelos.

## En la cultura popular
En Sri Lanka, esta ave es conocida como demalichcha en sinhala.